# Neumünster (Würzburg)
De Neumünster is een voormalige stiftskerk in de Frankische stad Würzburg en werd in de 11e eeuw gebouwd op de plek waar de Ierse apostel Killianus en zijn missiebroeders Colonanus en Totnanus lagen begraven.

## Geschiedenis
Op de plaats van de huidige Neumünster richtte waarschijnlijk nog bisschop Megingaud (bisschop van 754 tot 769) een kerkgebouw op, dat de herinnering aan de martelaren Killianus, Colonanus en Totnanus levend moest houden. In deze kerk werd eerst bisschop Burchard (bisschop van 741 tot 754, gestorven in 755) door Megingaud bijgezet en later ook Megingaud zelf.
Omstreeks het jaar 1057 stichtte bisschop Adalbero het aan de evangelist Johannes gewijde stift Neumünster. De in het begin van de 18e eeuw volledig verbouwde stiftskerk kwam in 1803 als gevolg van de secularisatie in het bezit van de staat en diende enige tijd als munitiedepot.
Sinds 1908 is de kerk een katholieke parochiekerk. Bij de zware bombardementen op 16 maart 1945 leed de kerk ernstige beschadigingen. De altaren in het westelijke deel en de bustes van de Frankische apostelen van Tilman Riemenschneider werden vernietigd (de huidige bustes zijn kopieën). Na de herbouw werd de Neumünsterkerk van 1950 tot de voltooiing van de wederopbouw van de eveneens zwaar beschadigde dom de kathedraal van het bisdom Würzburg.

## Architectuur en inrichting
De kerk werd als romaanse basiliek met twee transepten en twee koren gebouwd. Het gebouw werd in 1711-1716 in barokke stijl verbouwd en in plaats van het westelijk koor van een koepel en barokke pronkgevel voorzien. Het interieur stamt van de gebroeders Johann Baptist en Dominikus Zimmermann. Belangrijke kunstwerken uit de periode van voor de barok zijn de Madonna van Tilman Riemenschneider (1493) en een gotisch pestkruis uit de 14e eeuw.
In de vanaf de straatzijde direct toegankelijke crypte, de Kiliansgruft, bevinden zich twee stenen sarcofagen uit de 8e eeuw en een schrijn waarin de beenderen van de drie Frankische apostelen bevinden. De schrijn werd in 1985 door Heinrich Gerhard Bücker gemaakt. De sarcofaag van Megingaud, de tweede bisschop van Würzburg, is voorzien van de oudste Frankische inscripties op steen na de romeinse tijd. De bron in de crypte geldt als wonderdoend. In 1982 kreeg ook de urn van Georg Häfner een plek in de crypte. Het levensgrote beeld van de in 2011 zalig verklaarde martelaar werd gemaakt door Karlheinz Oswald.

## Lusamgärtchen
Aan de noordzijde van de kerk grenst het Lusamgärtchen, voorheen de kruisgang en begrafenisplaats van het stift. Hier bevindt zich een gedenksteen van de beeldhouwer Fried Heuler voor de in 1230 overleden minnezanger Walther von der Vogelweide. Van de noordelijke vleugel van de romaanse kruisgang uit circa 1170 staan nog een zestiental arcades. De binnenplaats is te bereiken via de kerk of via een toegang aan de Martinstraße.

## Afbeeldingen

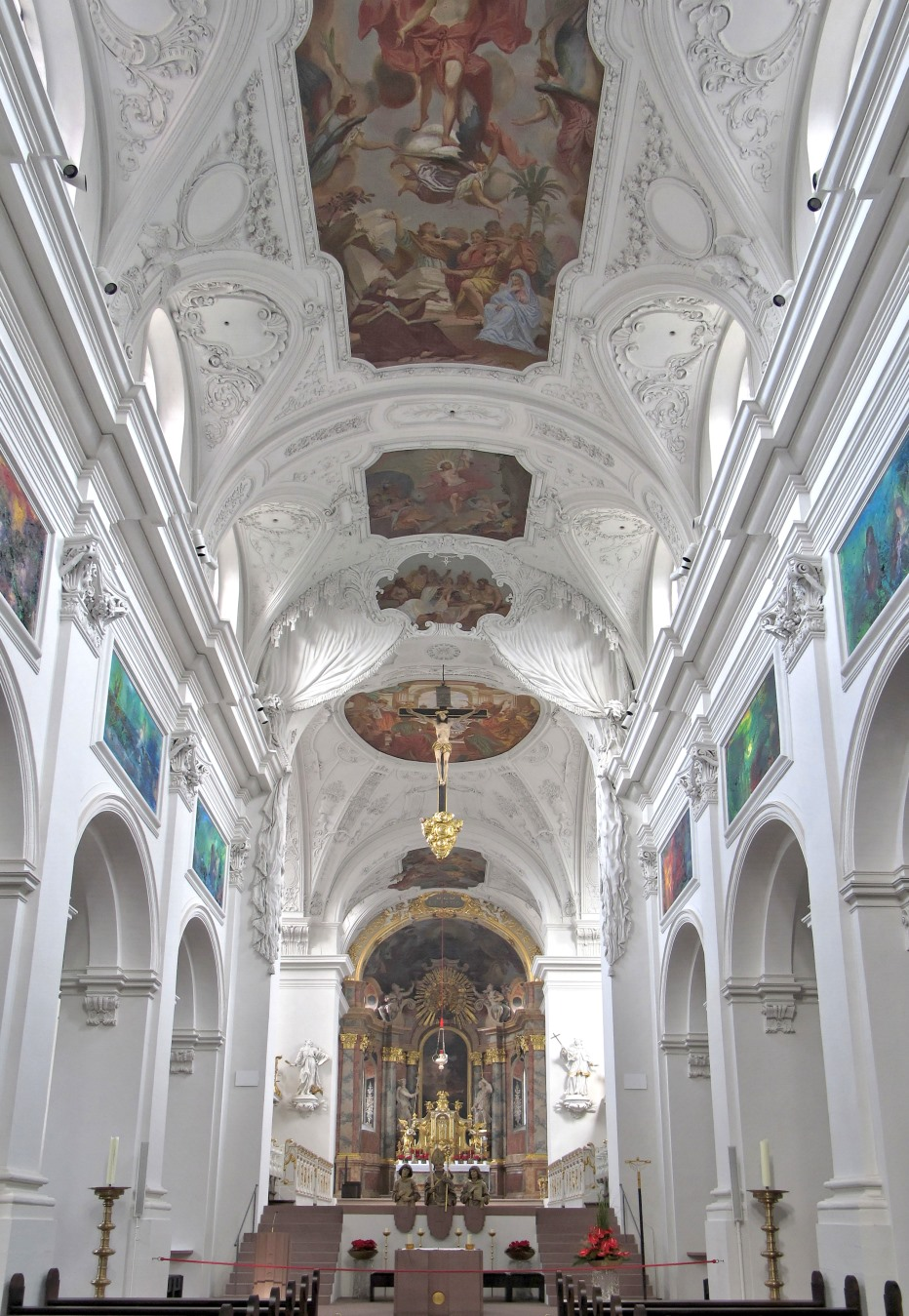
Interieur
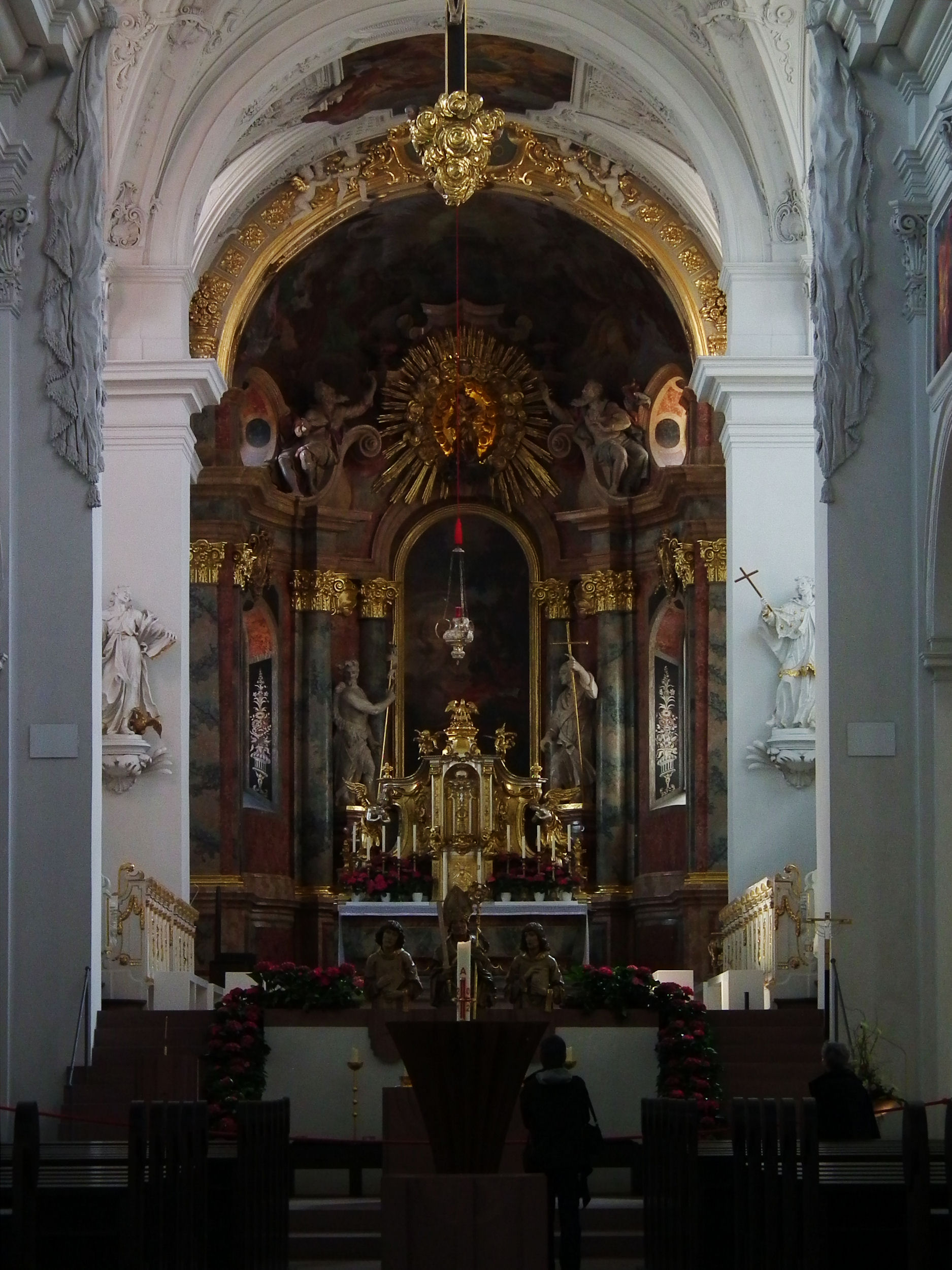
Hoogaltaar
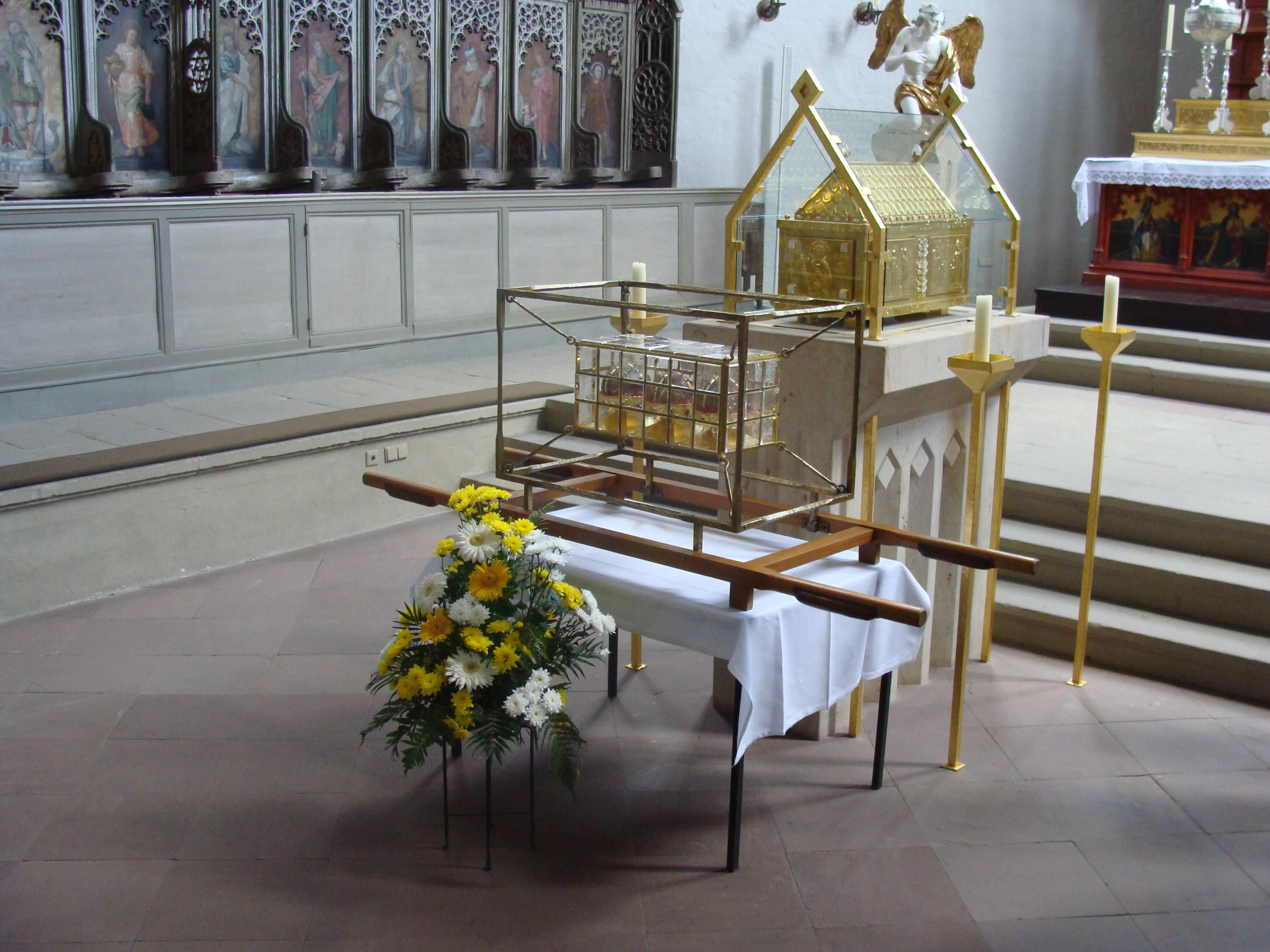
Reliekschrijn
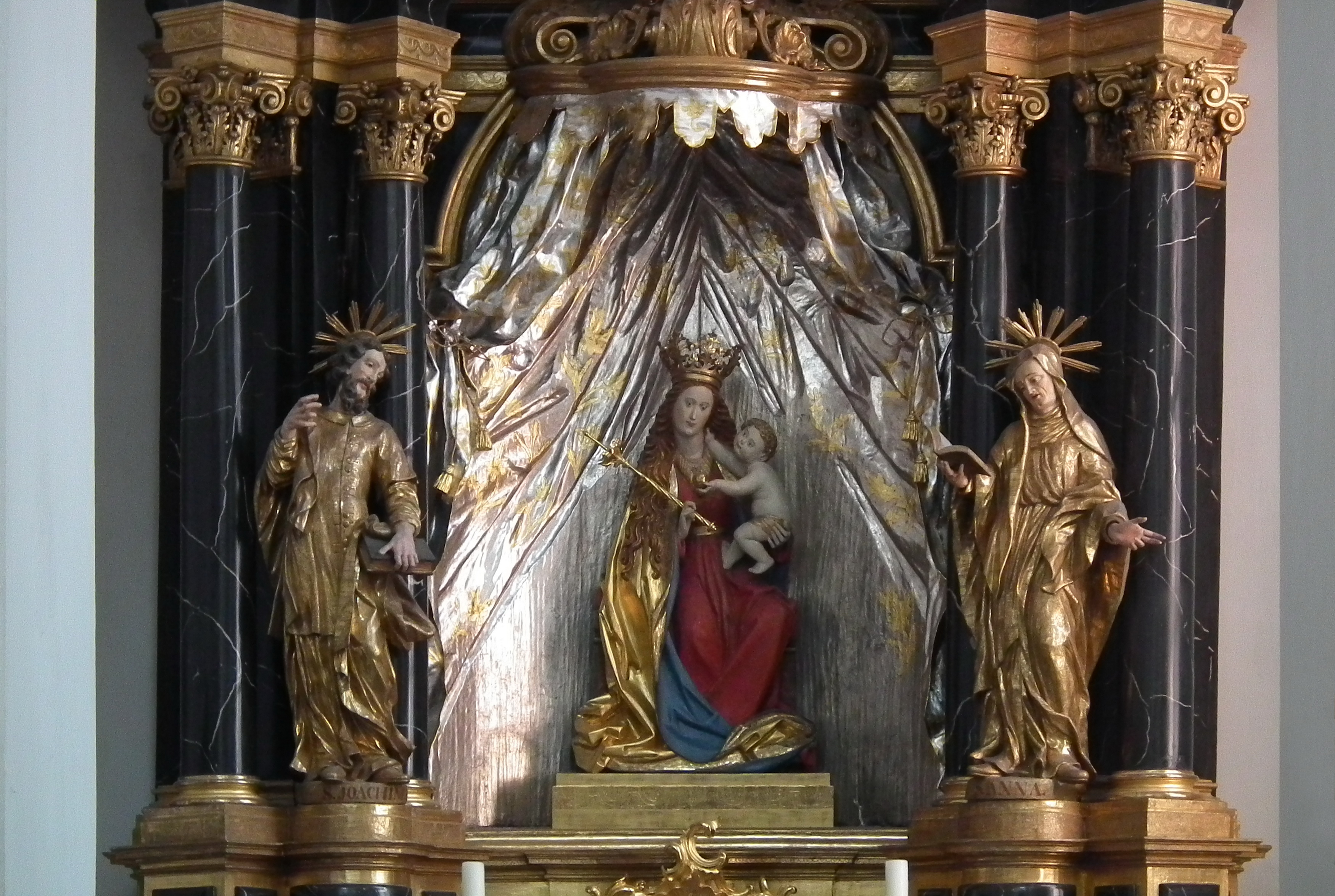
Madonna
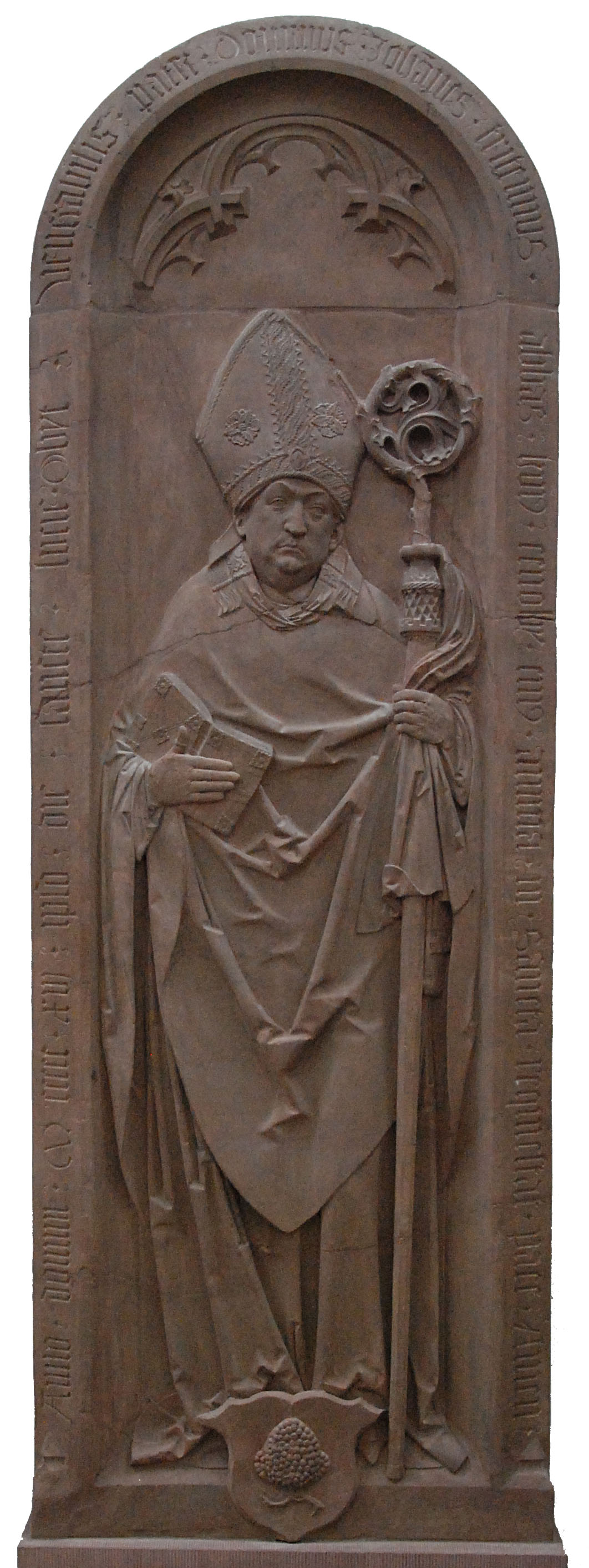
GrafreliËf Johannes Trithemius
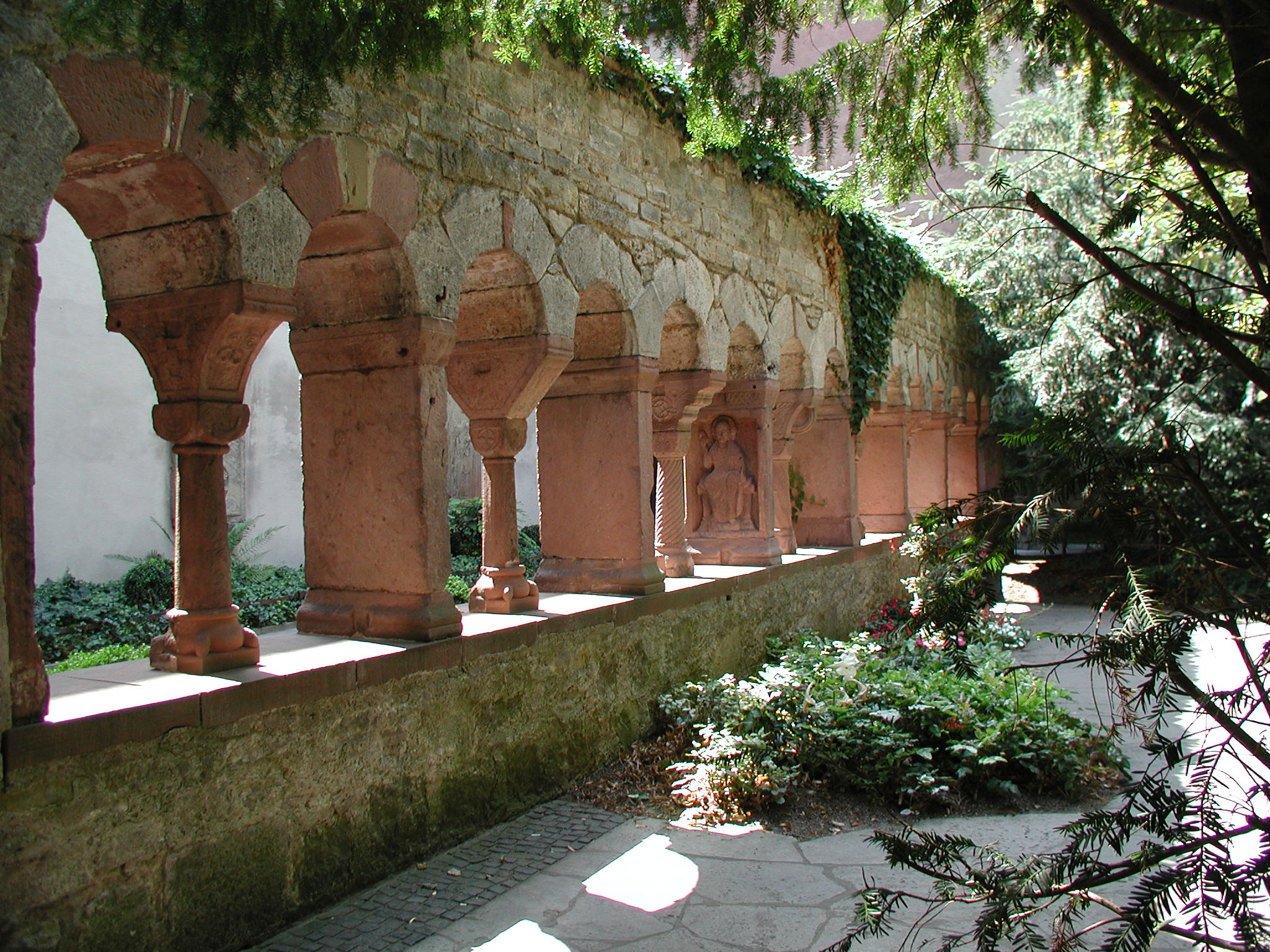
Kruisgang